# بورت دو إيفري (مترو باريس)
بورت دو إيفري (بالفرنسية: Porte d'Ivry)‏ هي محطة مترو تابعة لمترو باريس تقع في فرنسا في الدائرة الثالثة عشرة في باريس.[بحاجة لمصدر]

## معرض صور

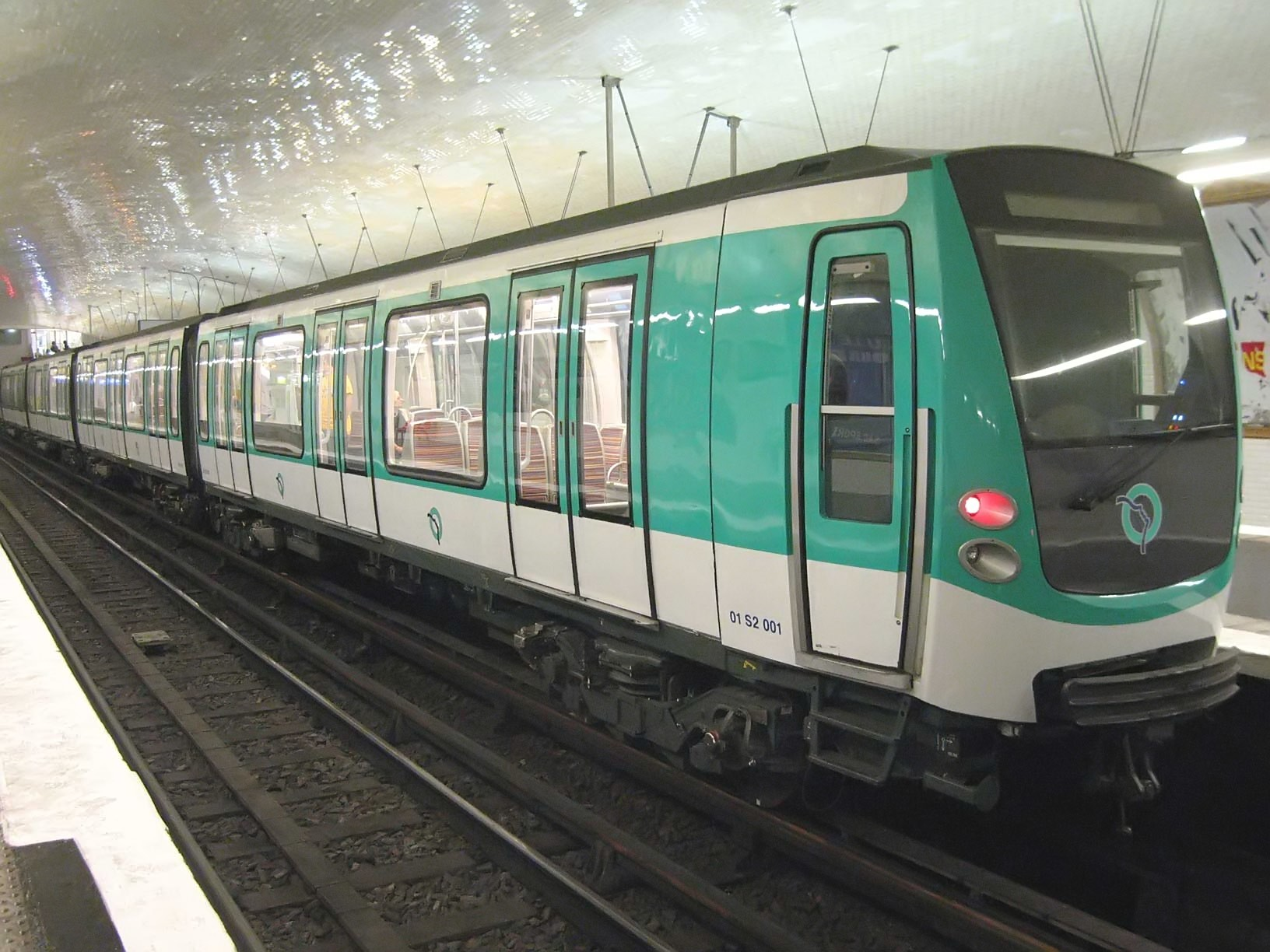
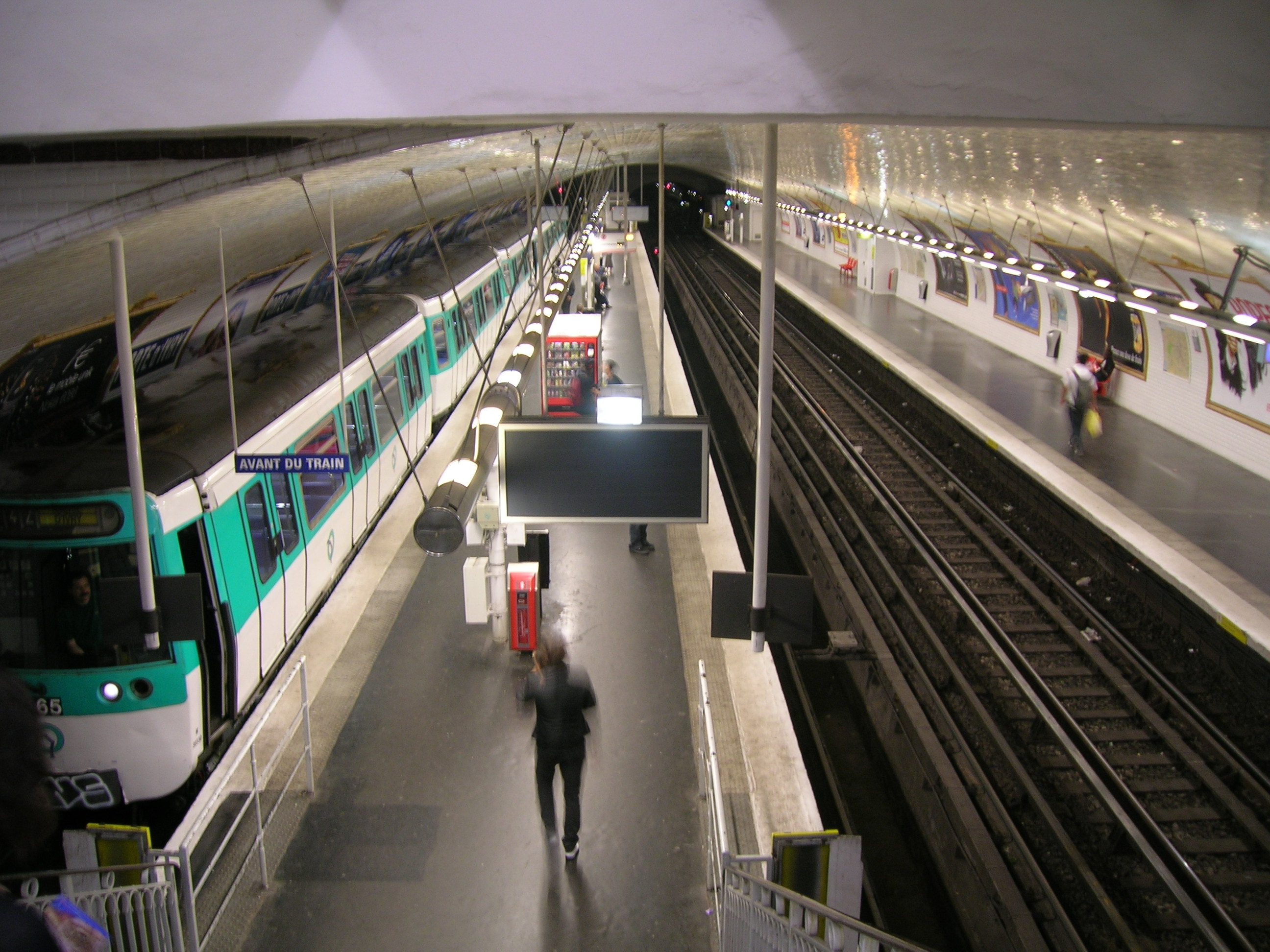
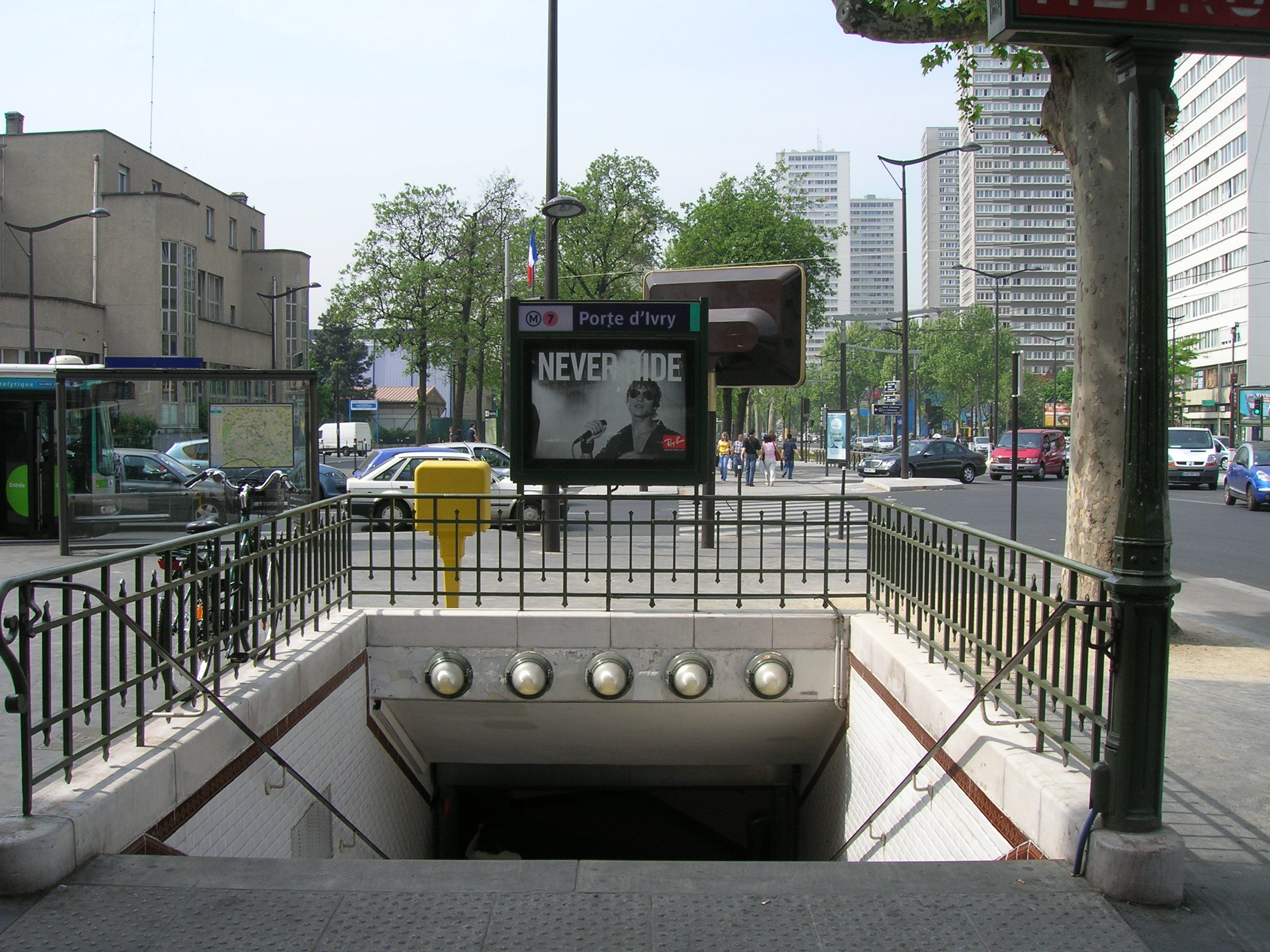
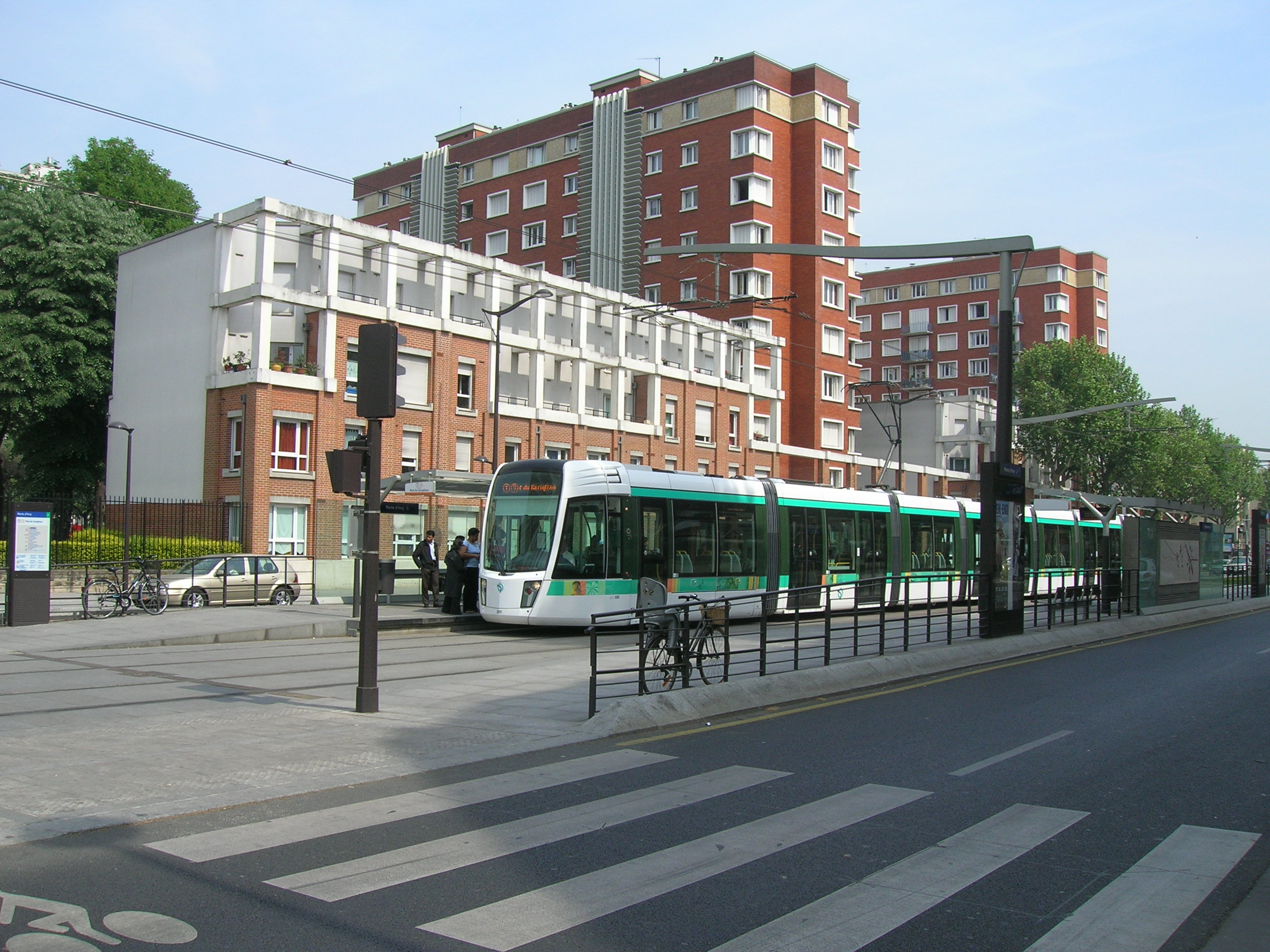